# スペクトラル・モーニングス
『スペクトラル・モーニングス』（Spectral Mornings）は、イギリスのギタリスト、スティーヴ・ハケットが1979年に発表した3作目のスタジオ・アルバム。

## 背景
ハケットが自身のツアー・バンドと共に制作したアルバムである。なお、本作のリリース前の1978年11月8日、ハケットのバンドはドイツのテレビ番組『Musikladen』のためにライブ映像を撮影しており、その模様は後にDVD『The Bremen Broadcast- Musikladen 8th November 1978』に収録された。

## 反響・評価
全英アルバムチャートでは11週トップ100入りし、最高22位となった。スウェーデンのアルバム・チャートでは4回（8週）トップ50入りし、最高30位を記録した。
Dave Connollyはオールミュージックにおいて5点満点中3.5点を付け「多くの人々にとって、ハケットのレコードの決定版は『ヴォヤージ・オブ・ジ・アカライト』なのかもしれないが、『スペクトラル・モーニングス』は、ソロ・アーティストとしての彼の幅広さを、より明示している」と評している。

## 収録曲
特記なき楽曲はスティーヴ・ハケット作。
1. エヴリ・デイ - "Every Day" - 6:14
2. ザ・ヴァージン・アンド・ザ・ジプシー - "The Virgin and the Gypsy" - 4:28
3. ザ・レッド・フラワー - "The Red Flower of Tachai Blooms Everywhere" - 2:04
4. クロックス - "Clocks - The Angel of Mons" - 4:17
5. ザ・バラード・オブ・ディコンポージング・マン - "The Ballad of the Decomposing Man" - 3:48
6. ロスト・タイム・イン・コルドバ - "Lost Time in Córdoba" - 4:03
7. タイガーモス - "Tigermoth" - 7:35
8. スペクトラル・モーニングス - "Spectral Mornings" - 8:30

### リマスターCDボーナス・トラック
1. エヴリ・デイ（オルタネイト・ミックス） - "Every Day (Alternate Mix)" - 7:09
2. ザ・ヴァージン・アンド・ザ・ジプシー（オルタネイト・ミックス） - "The Virgin and the Gypsy (Alternate Mix)" - 4:29
3. タイガーモス（オルタネイト・ミックス） - "Tigermoth (Alternate Mix)" - 3:19
4. ザ・バラード・オブ・ザ・ディコンポージング・マン（オルタネイト・ミックス） - "The Ballad of the Decomposing Man (Alternate Mix)" - 4:23
5. クロックス（シングル・ヴァージョン） - "Clocks - The Angel of Mons (Single Version)" - 3:37
6. ライヴ・アコースティック・セット - "Live Acoustic Set" - 5:39
  - "Etude In A Minor" (Matteo Carcassi)
  - "Blood on the Rooftops" (Steve Hackett, Phil Collins)
  - "Horizons"
  - "Kim"
7. タイガーモス（ライヴ） - "Tigermoth (Live)" - 3:58
8. ザ・ケアテイカー - "The Caretaker" - 1:41

## 参加ミュージシャン
- スティーヴ・ハケット - ギター、ボーカル、ギターシンセサイザー、古筝（広東）、ハーモニカ他
- ピーター・ヒックス - ボーカル
- ジョン・ハケット - フルート、ベース・ペダル
- ニック・マグナス - キーボード、シンセサイザー、ハープシコード、クラビネット、ローズ・ピアノ
- ディック・キャドバリー - ベース、ヴァイオリン、ボーカル
- ジョン・シェアラー - ドラムス